# Oscar Rex
Oscar Rex (néhol Oskar; Graz vagy Prága, 1857, március 26. – Prága, 1929. február 8.) osztrák zsánerfestő.

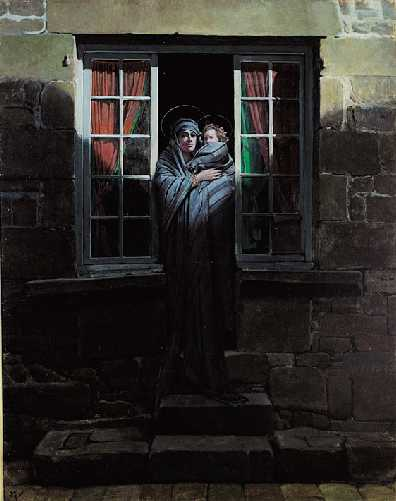
Madonna és gyermeke

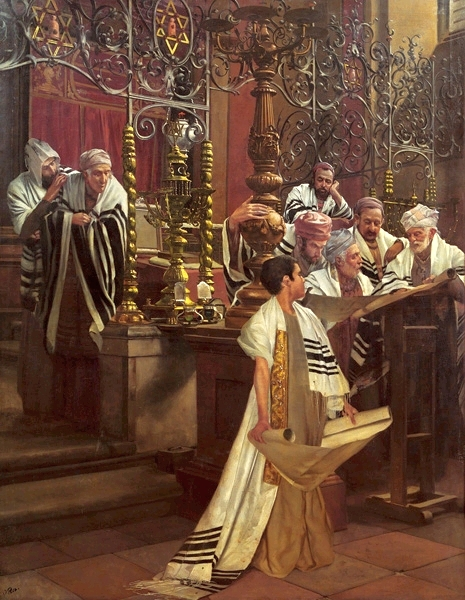
Bar-micvó

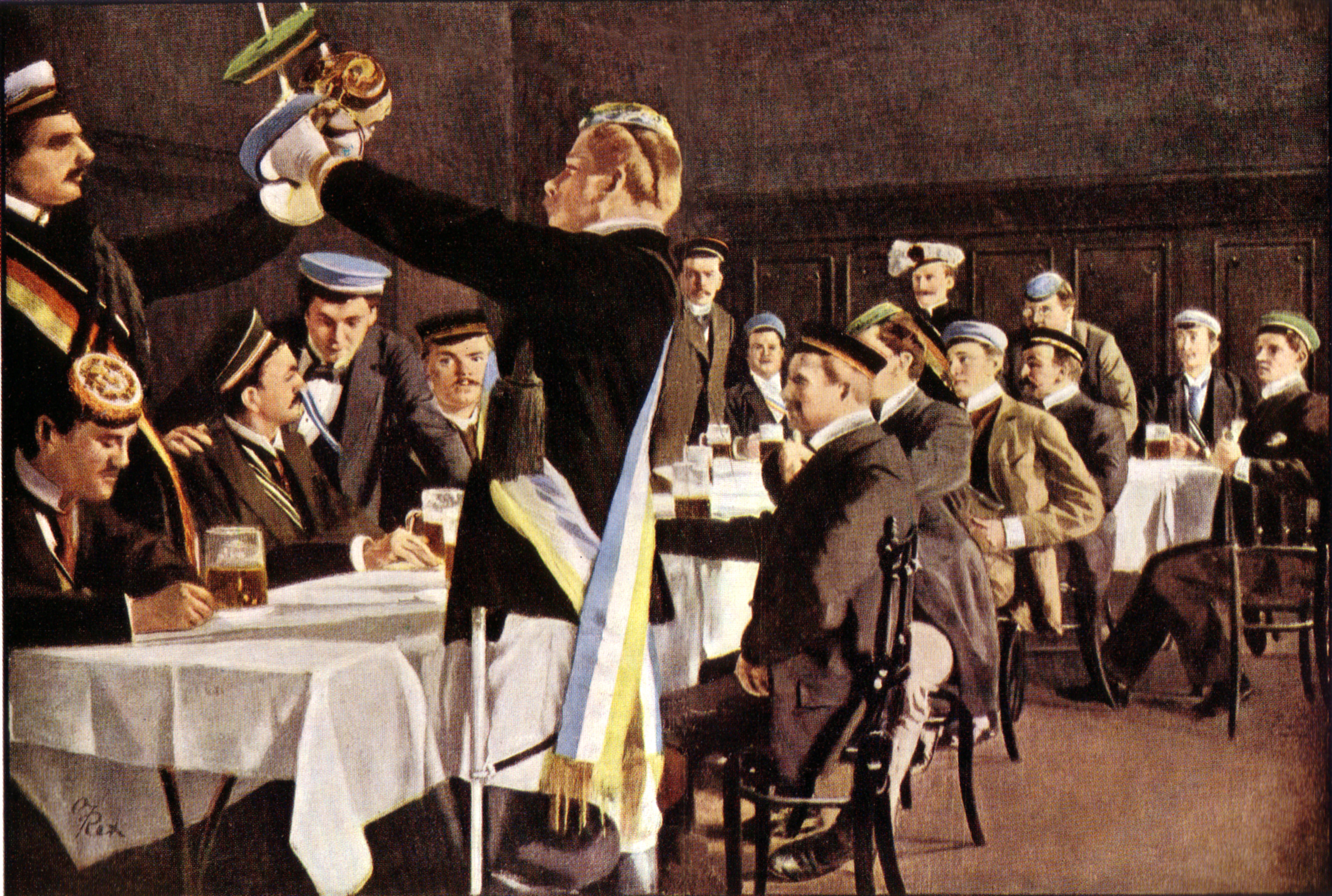
A prágai német egyetemi dalárda centenáriumi bankettje (1905 körül)

## Élete
Prágában nőtt fel, ahol 1876–77-ben a Corps Austria, majd 1889 körül a Corps Palaio-Austria  tagja volt.
1878 januárjában Münchenbe ment, hogy a Képzőművészeti Akadémián tanuljon. Ezután 1881-től Párizsban Munkácsy Mihály (1886 után), Gustave Boulanger és Joseph Lefebvre tanítványa volt. 1890 körül visszatért Prágába.
1889-ben részt vett a müncheni művészszövetkezet kiállításán. 1891-ben egy rajzát a bécsi képzőművészek éves kiállításán mutatták be. Az 1900-as párizsi világkiállításon egyik alkotását bronzéremmel jutalmazták. Rex nem sokkal az első világháború előtt vált ismertté, amikor 38 városban mutatták be az általa készített, több mint 30 festményből álló ciklust, amelyek Bonaparte Napóleon életének jeleneteit ábrázolják.

## Családja
Rex zsidó orvos családból származott. Nagyapja Franz Rex (1795–1855) sebész volt, aki Brünnből származott, és Prágában praktizált. Szülei Ignaz Rex (1822–1900 után) tiszti főorvos, a prágai helyőrségi kórház vezetője és felesége, Emma Schulz († 1884. január 31.). Oscar testvére, Hugo Rex orvosprofesszor volt. Rex feleségül vette először Marie Eudes-t (* 1860), majd neje halála után a párizsi Nora Thébauet-t (* 1867).

## Művei (válogatás)
Festmények
- Malmaison parkjában
- C'est fini (a száműzött Napóleon a Szent Ilona-sziget tengerpartján)

Könyvek
- Praha je Praha [= Prága az Prága], Prága: Karel Bellmann o. J. (= könyv 30 fotóval Rex tusrajzai után. A prágai mindennapi élet jelenetei láthatók) digitalizálva
- K. és K., Prága: Bellmann 1893 (mappa 40 fotóval Oscar Rex festményei után. Jelenetek az osztrák katonai szolgálatból)
- Illusztrációk: Ernst Wenke: A kuk története 1. Bohemian Dragoon Regiment Kaiser Franz, Prága: ezred kiadója, 1896

## Fordítás
- Ez a szócikk részben vagy egészben  az   Oscar Rex című német Wikipédia-szócikk ezen változatának fordításán alapul.  Az eredeti cikk szerkesztőit annak laptörténete sorolja fel. Ez a jelzés csupán a megfogalmazás eredetét és a szerzői jogokat jelzi, nem szolgál a cikkben szereplő információk forrásmegjelöléseként.